# Петтерсен, Сигурд
Си́гурд Пе́ттерсен (норв. Sigurd Pettersen, род. 28 февраля 1980 Конгсберг) — норвежский прыгун с трамплина, призёр чемпионатов мира, победитель Турне четырёх трамплинов.

## Карьера
Дебютировал в Кубке мира в сезоне 2001/2002, выступив только на одном этапе в японской Хакубе, заняв 25-е место в личном первенстве.
В начале сезона 2002/2003 показал ряд высоких результатов, добыв на этапе в Тронхейме сначала первый подиум, а потом и первую победу. После такого яркого начала, вторая половина Сезона Сигурду не удалась, даже несмотря на победу в Саппоро. На чемпионате мира, в составе команды Петтерсен завоевал бронзу на среднем трамплине.
Предсезонная подготовка перед сезоном 2003/2004 не удалась — он не попал в состав сборной, что привело к тому, что норвежец намеревался завершить карьеру. Однако главный тренер сборной - Мика Койонкоски тренерским решением включил Сигурда в сборную. Уже на втором старте сезона в Куусамо Петтерсен подтвердил неслучайность этого решения, выиграв соревнования. Спустя месяц наступил его звездный час — в доминирующем стиле норвежец выиграл Турне четырёх трамплинов, остановившись в шаге  от завоевания «Большого шлема», который полагается победителю Турне, если он выигрывает все 4 этапа. Лишь в Иннсбруке Петтерсен не победил, став четвёртым, что не помешало ему одержать общую победу. Во второй части сезона Сигурд стал чемпионом мира по полётам на лыжах в составе команды, установив свой личный рекорд дальности прыжка — 228 метров.
Выступления в сезоне 2003/2004 так и остались самыми яркими в карьере Петтерсена. Уже в следующем сезоне он не блистал, что, впрочем, не помешало ему стать бронзовым призёром чемпионата мира в командном турнире на большом трамплине. В 2006 году норвежец выступил на своей первой и единственной в карьере Олимпиаде, показав 24-е место на большом трамплине.
С сезона 2006/2007 перестал регулярно попадать в сборную, а в 2009 году закончил профессиональную карьеру.